# Top Seed Open
Top Seed Open, oficiálně se jménem sponzora Top Seed Open presented by Bluegrass Orthopaedics, je profesionální tenisový turnaj žen hraný v kentuckém Lexingtonu. Založen byl v roce 2020 jako součást okruhu WTA Tour. Navázal tak na předchozí událost probíhající v letech 1997–2019 na nižším okruhu ITF v lexingtonském univerzitním komplexu Hilaryho J. Boonea. 
Dějištěm se stal zrekonstruovaný areál Top Seed Tennis Clubu v Nicholasville s tvrdým povrchem dvorců DecoTurf II. Turnaj je přípravou na newyorský grandslam US Open. Dvouhry se účastní třicet dva singlistek a do čtyřhry nastupuje šestnáct párů.
Úvodní ročník 2020 probíhal v srpnu po skončení pětiměsíčního přerušení sezóny v důsledku pandemie koronaviru.

## Přehled finále

### Dvouhra
| Rok  | vítězka           | finalistka       | výsledek |
| ---- | ----------------- | ---------------- | -------- |
| 2020 | Jennifer Bradyová | Jil Teichmannová | 6–3, 6–4 |

### Čtyřhra
| Rok  | vítězky                           | finalistky                      | výsledek |
| ---- | --------------------------------- | ------------------------------- | -------- |
| 2020 | Hayley Carterová Luisa Stefaniová | Marie Bouzková Jil Teichmannová | 6–1, 7–5 |